# Орданівська сільська рада
Орданівська сільська рада — колишній орган місцевого самоврядування у Диканському районі Полтавської області з центром у селі Орданівка.

## Населені пункти
Сільраді були підпорядковані населені пункти:
- c. Орданівка
- с. Горбатівка
- с. Тополівка
- с. Чернещина
- с. Ярохівка